# Dirk Meier
Dirk Meier (Spremberg, Brandenburg, 28 de gener de 1964) va ser un ciclista alemany. Nascut a Alemanya de l'Est va defensar els seus colors fins a la reunificació alemanya.
Va combinar tant el ciclisme en carretera amb la pista. En aquesta última modalitat va obtenir una medalla de plata als Jocs Olímpics de Seül, i dos al Campionat del món de persecució per equips.

## Palmarès en pista
- 1986
  - Campió de la RDA en Persecució per equips
- 1987
  - Campió de la RDA en Persecució per equips
- 1988
  -  Medalla de plata als Jocs Olímpics de Seül en Persecució per equips (amb Carsten Wolf, Steffen Blochwitz i Roland Hennig)

## Palmarès en ruta
- 1987
  - 1r a la Volta a Lieja i vencedor de 2 etapes
- 1988
  - 1r a la Volta a la Baixa Saxònia i vencedor d'una etapa
  - 1r a l'Olympia's Tour i vencedor d'una etapa
- 1989
  - 1r a la Volta a Lieja
- 1991
  -  Campió d'Alemanya en contrarellotge per equips